# 手徵對稱性破缺
在粒子物理學裏，手徵對稱性破缺（chiral symmetry breaking）指的是強相互作用的手徵對稱性被自發打破，是一種自發對稱性破缺。假若夸克的質量為零（這是手徵性（chirality）極限），則手徵對稱性成立。但是，夸克的實際質量不為零，儘管如此，跟強子的質量相比較，上夸克與下夸克的質量很小，因此可以視手徵對稱性為一種「近似對稱性」。
在量子色動力學的真空裏，夸克與反夸克彼此會強烈吸引對方，並且它們的質量很微小，生成夸克-反夸克對不需要用到很多能量，因此，會出現夸克-反夸克對的夸克-反夸克凝聚態，就如同在金屬超導體裏電子庫柏對的凝聚態一般。夸克-反夸克對的總動量與總角動量都等於零，總手徵荷不等於零，所以，夸克-反夸克凝聚的真空期望值（vacuum expectation value）不等於零，促使物理系統原本具有的手徵對稱性被自發打破，這也意味著量子色動力學的真空會將夸克的兩個手徵態混合，促使夸克在真空裏獲得有效質量。:669-672
根據戈德斯通定理，當連續對稱性被自發打破後必會生成一種零質量玻色子，稱為戈德斯通玻色子。手徵對稱性也具有連續性，它的戈德斯通玻色子是π介子。假若手徵對稱性是完全對稱性，則π介子的質量為零；但由於手徵對稱性為近似對稱性，π介子具有很小的質量，比一般強子的質量小一個數量級。這理論成為後來電弱對稱性破缺的希格斯機制的初型與要素。:669-672
根據宇宙學論述，在大霹靂發生10-6秒之後，開始強子時期，由於宇宙的持續冷卻，當溫度下降到低於臨界溫度KTc≈173MeV之時 ，會發生手徵性相變（chiral phase transition），原本具有的手徵對稱性的物理系統不再具有這性質，手徵對稱性被自發性打破，這時刻是手徵對稱性的分水嶺，在這時刻之前，夸克無法形成強子束縛態，物理系統的有序參數反夸克-夸克凝聚的真空期望值等於零，物理系統遵守手徵對稱性；在這時刻之後，夸克能夠形成強子束縛態，反夸克-夸克凝聚的真空期望值不等於零，手徵對稱性被自發性打破。

## 參閱
- 大统一理论
- 希格斯機制
- 明顯對稱性破缺